# Nonvianuk River
Der Nonvianuk River ist ein 18 Kilometer langer linker Nebenfluss des Alagnak River im Katmai-Nationalpark auf der Alaska-Halbinsel im Südwesten des US-Bundesstaats Alaska.

## Verlauf
Der Nonvianuk River bildet den Abfluss des Nonvianuk Lake an der Westflanke der Aleutenkette, südlich des Iliamna Lake. Er fließt westwärts und mündet schließlich in den Alagnak River.

## Name
Der Name „Nonvianuk“ hat seinen Ursprung in der Bezeichnung der Ureinwohner Alaskas für den Fluss.

## Naturschutz
Der Nonvianuk River wurde 1980 durch den Alaska National Interest Lands Conservation Act als Zufluss des Alagnak River zusammen mit diesem als National Wild and Scenic River ausgewiesen.